# Berkin Usta
Berkin Usta (29. května 2000 Bursa – 27. března 2025 Uludağ) byl turecký alpský lyžař a účastník Zimních olympijských her v Pekingu.

## Životopis
Narodil se 29. května 2000 v turecké Burse. Jeho otec Yahya Usta byl reprezentantem v alpském lyžování. S lyžováním začal ve dvou letech. Vystudoval mezinárodní obchod a podnikání na Istanbul Bilgi University.
Byl členem sportovního klubu Bursa 16 a reprezentoval Turecko v alpském lyžování. V roce 2017 se zúčastnil obřího slalomu na Evropském zimním olympijském festivalu mládeže v tureckém Erzurumu, kde obsadil 21. místo. V roce 2022 startoval na Zimních olympijských hrách v Pekingu.
Zemřel 27. března 2025 při požáru hotelu v Uludağu. Bylo mu 24 let. Během požáru zahynul i jeho otec.